# Steve Paproski
Steve Paproski (ur. 23 września 1928 we  Lwowie, zm. 3 grudnia 1993 w Kanadzie) – kanadyjski sportowiec i polityk.

## Życiorys
Urodzony we Lwowie, jako dziecko zamieszkał w kanadyjskim Edmonton. Był zawodnikiem drużyny futbolu kanadyjskiego Edmonton Eskimos i od 1949 do 1953 grał w rozgrywkach Canadian Football League. Kształcił się w University of Arizona. Pracował w przedsiębiorstwie budowlanym.
Był politykiem Progresywno-Konserwatywnej Partii Kanady. Od 1968 do 1993 zasiadał w Izbie Gmin Kanady. Od 1979 do 1980 był ministrem sportu i wielokulturowości w rządzie Joe Clarka.